# Bolama (Guinea-Bissau)
Bolama ist eine Stadt in Guinea-Bissau mit 4819 Einwohnern (Stand 2009). Sie liegt auf der gleichnamigen Insel im Bissagos-Archipel und ist Hauptstadt der Landesregion Bolama.
Die Stadt ist zudem Sitz eines gleichnamigen Sektors mit einer Fläche von 451 km² und 10.206 Einwohnern (Stand 2009).
Teils verfallende, teils restaurierte Gebäude im Kolonialstil prägen den Ortskern der ehemaligen Hauptstadt Guinea-Bissaus. In der Nähe des Hafens liegt der ehemalige Gouverneurspalast.

## Geschichte

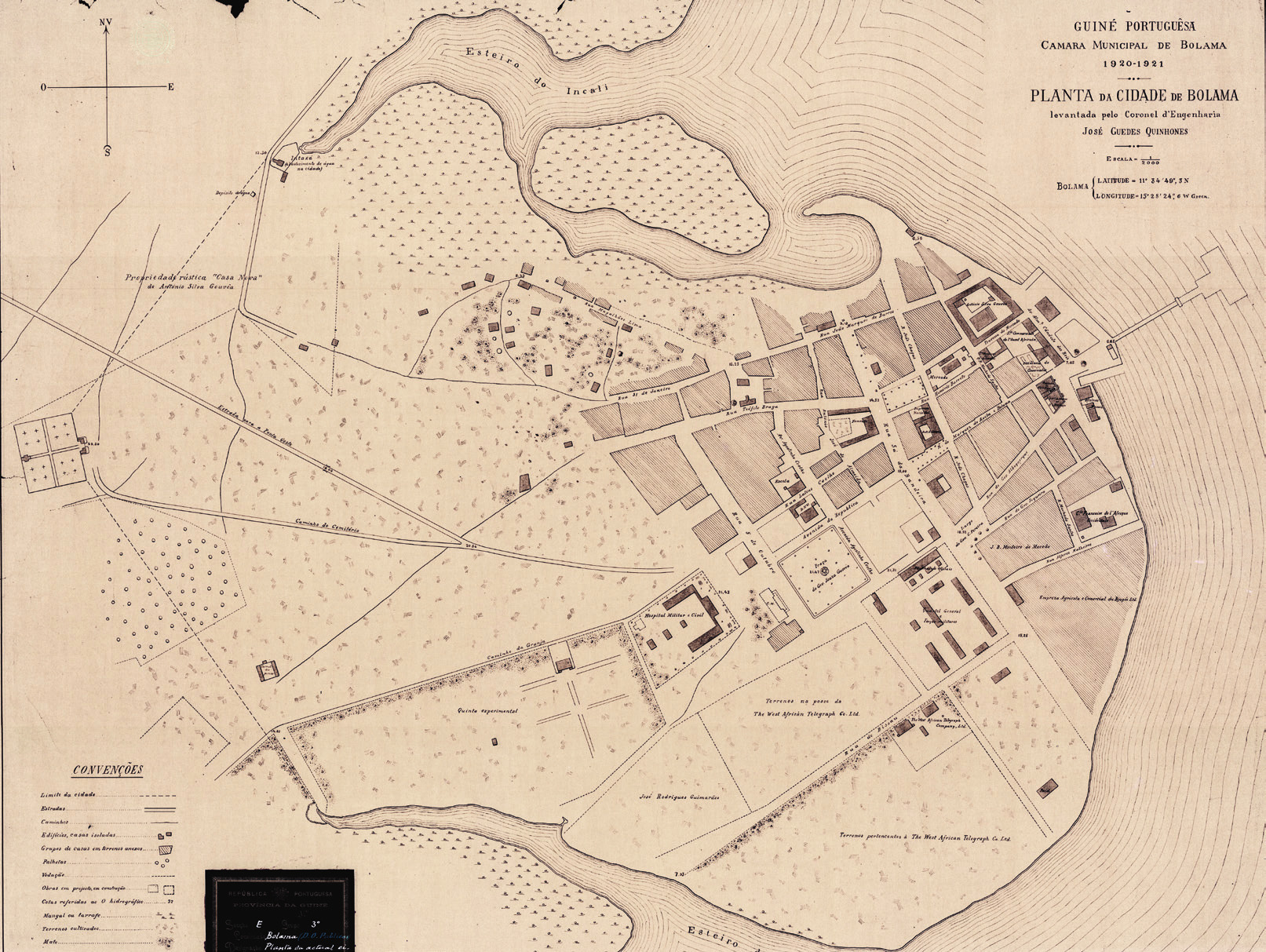
Karte von Bolama, ca. 1920

Ende des 18. Jahrhunderts betraten Briten die unbesiedelte Insel vor der Küste des heutigen Guinea-Bissaus, das seit 1614 eine feste portugiesische, von den Kapverden aus verwaltete Kolonie war. Ihnen gelang jedoch keine Besitznahme, ebenso wenig wie den Portugiesen, die etwa ab 1830 selbst Ansprüche auf die Insel erhoben. Nach dem Schiedsspruch 1870 durch Ulysses S. Grant zu Gunsten Portugals wurde der heutige Ort Bolama zum Sitz eines Kreises (Concelho) ernannt. 1871 wurde mit der Igreja de São José eine erste Kirche errichtet und die Stadt stark ausgebaut.
1879 wurde Bolama Hauptstadt Portugiesisch-Guineas. 1902 wurde eine Filiale der Banco Nacional Ultramarino errichtet, die fortan als Zentralbank der Kolonie fungierte.
Zur Stadt (Cidade) wurde Bolama 1913 erhoben. 1919 entstand das monumentale Rathaus, 1945 der Neubau des Gouverneurspalasts.
1931 starben hier italienische Piloten bei einem Unfall, als eine Gruppe italienischer Flugzeuge eine Atlantiküberquerung unternahm. Italiens Diktator Mussolini ließ am Hafen ein Denkmal für sie errichten.
Die Stadt blieb Hauptstadt bis 1941, als Bissau 1942 zur neuen Hauptstadt ernannt wurde. Danach setzte ein langsamer Niedergang der Stadt ein, als bis 1949 immer mehr Verwaltungs- und Handelseinrichtungen nach Bissau umzogen.

## Kultur und Sehenswürdigkeiten

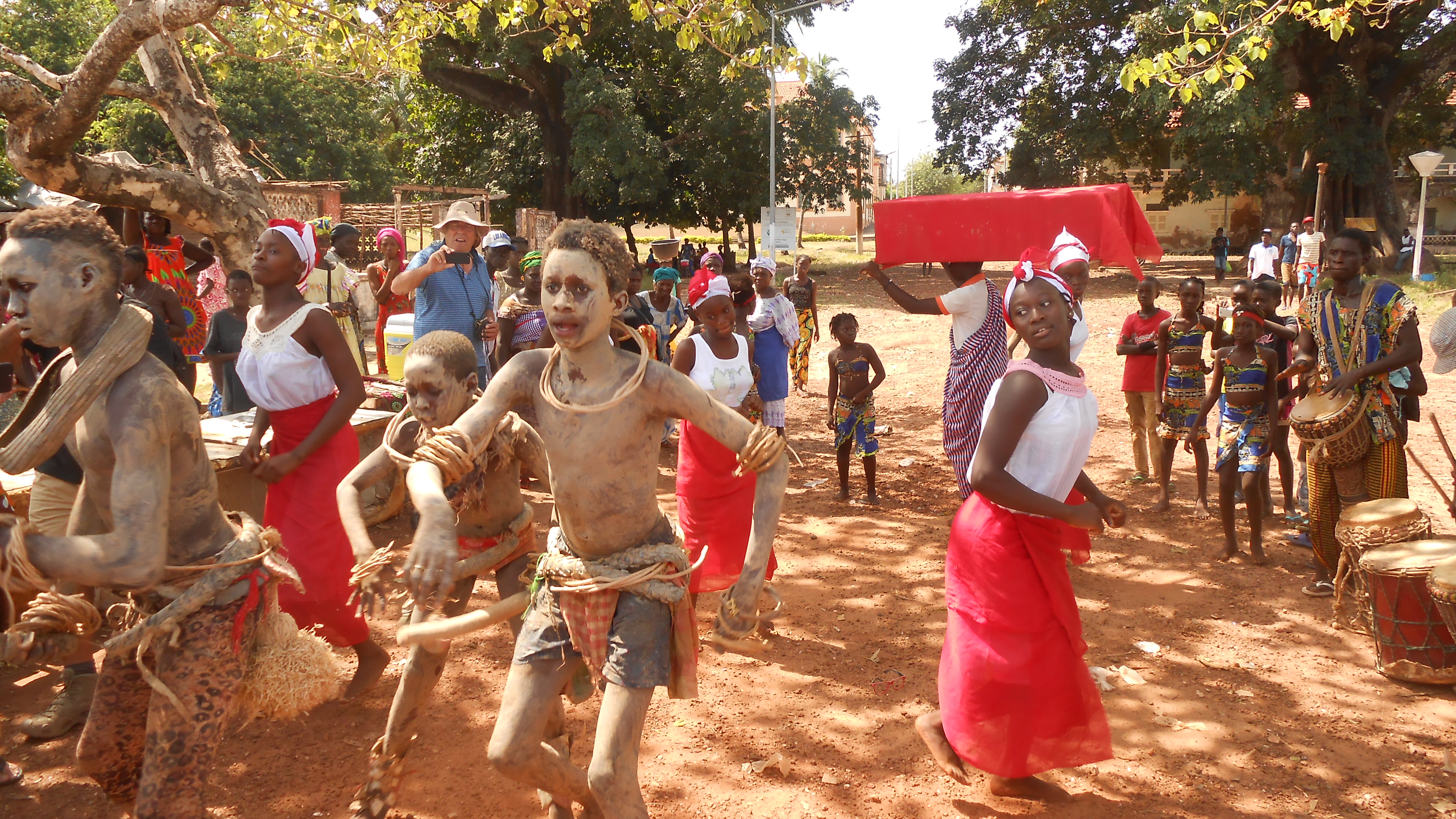
Auftritt der Grupo Cultural Bolama Nobo am Hafen von Bolama, November 2017

Das Stadtbild ist durch – in vielen Fällen verfallende – Kolonialbauten und die breiten, wenig belebten Wege aus der Zeit als Hauptstadt gekennzeichnet. Dem vergleichsweise wenig bewohnten historischen Stadtzentrum schließen sich weiter oben dichter besiedelte Viertel an.
Das portugiesische Kulturinstitut Instituto Camões (IC) ist hier mit einem kleinen Stützpunkt vertreten.
Bolama ist für seinen Karneval landesweit bekannt. Bedeutendster Akteur ist der Kulturverein Grupo Cultural Bolama Nobo, der traditionelle Tänze und Musik pflegt und dazu regelmäßig im ehemaligen Kino aus Kolonialzeiten probt. Weitere Gruppen sind Grupo Deus Tem, Tira bu boca lá, Irmãos Unidos de Bolama und Nó Pensa Bolama.
Im Jahr 2013 spendete Bolamas portugiesische Partnerstadt Cascais 50.000 Bücher und sorgte für die Restaurierung und Ausstattung des Bibliotheksgebäudes, inklusive einer Solaranlage zur Stromversorgung. Seither ist die Stadt Bolama im Besitz der größten Bibliothek des Landes.
Am Hafen steht ein Denkmal, das Italiens Diktator Mussolini Anfang der 1930er Jahre hier errichten ließ. Es gedenkt der italienischen Piloten, die 1931 während des Versuches einer Atlantiküberquerung bei einem Flugunfall hier umkamen.

## Verkehr

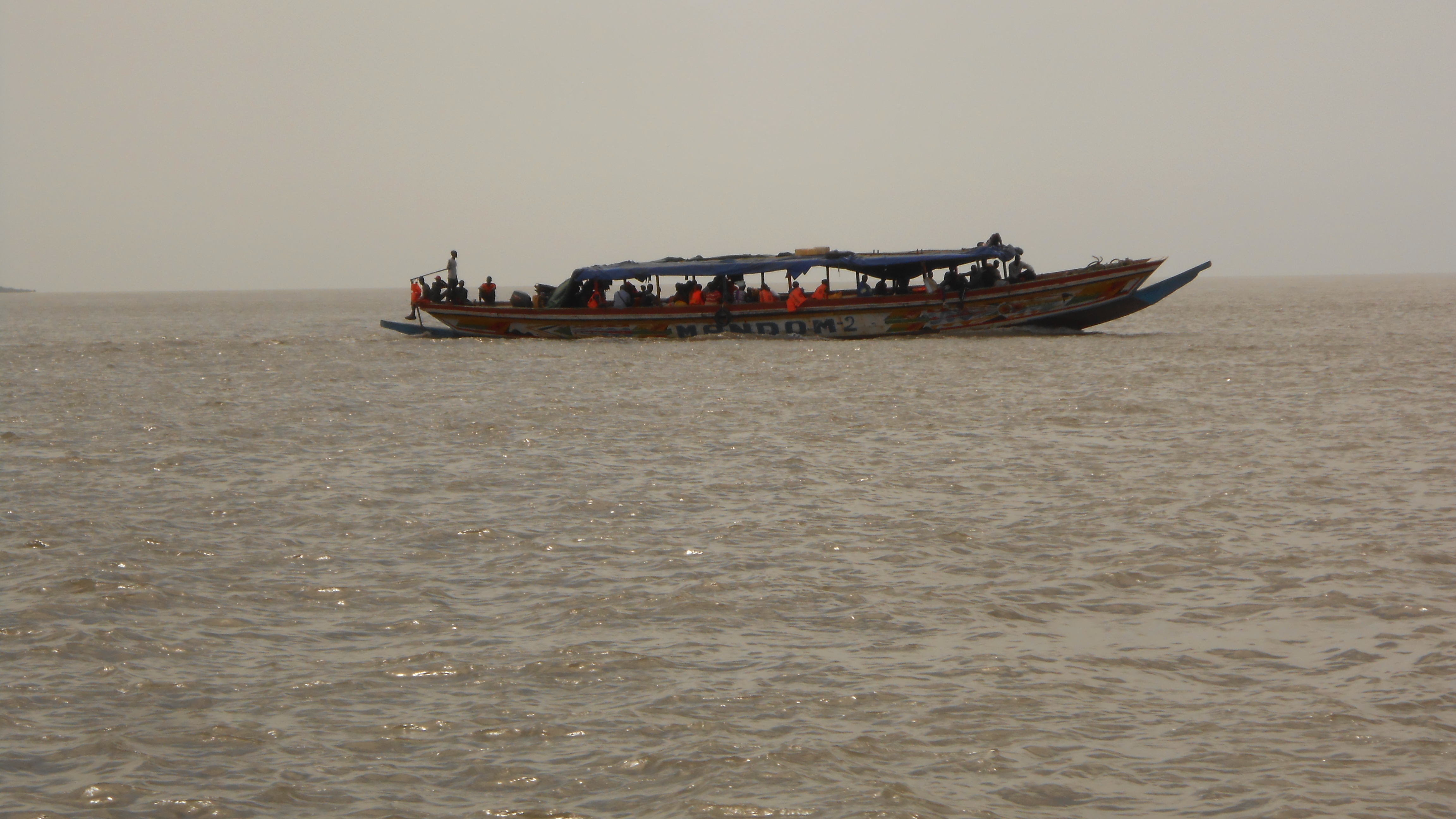
Die Personenfähre von Bolama nach Bissau

Die Insel Bolama ist durch einen regelmäßigen Fährbetrieb zwischen dem kleinen Anlegehafen der Stadt Bolama und der Hauptstadt Bissau mit dem nahen Festland verbunden. Vom Hafen Bolama aus werden auch andere Bissagos-Inseln angefahren.
Die Stadt verfügt über einen Flugplatz mit dem ICAO-Code GGBO.

## Wirtschaft
Eckpfeiler der lokalen Wirtschaft ist der Fischfang und die Landwirtschaft, insbesondere Erdnüsse, Kartoffeln, Mais, Maniok und Cashew. Zudem spielen öffentliche Verwaltungs- und Bildungseinrichtungen und der Handel eine Rolle in der Regionalhauptstadt.
Nichtregierungsorganisationen wie die portugiesische Assistência Médica Internacional (AMI) unterhalten hier einige Projekte wie Wasserbrunnen, Gebäuderestaurierungen und vor allem Gesundheitsprojekte. Als besonders erfolgreiches Projekt der AMI in Bolama zählt außerdem das in Kooperation mit einem lokalen Bürgerverein durchgeführte Projekt eines Lokalradios, dem Rádio Comunitária de Bolama.
Der zukünftig erwartete Tourismus im Bissagos-Archipel soll Impulse auch für die geschichtsträchtige Bissagos-Hauptstadt Bolama geben.

## Städtepartnerschaften

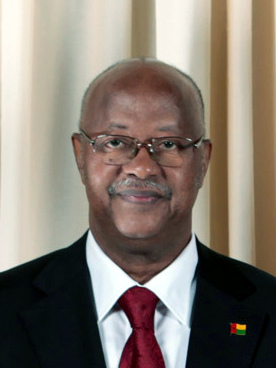
Carlos Gomes Júnior

- Portugal: Faro (seit 1988)[7]
- Portugal: Cascais (seit 2010)[4]

## Söhne und Töchter der Stadt
- James Pinto Bull (1913–1970), portugiesischer Politiker
- Francisca Pereira (* 1942), Krankenschwester, Widerstandskämpferin und Politikerin
- Carlos Gomes Júnior (* 1949), zweifacher Premierminister Guinea-Bissaus
- Maria Manuela Jardim Gouveia (* 1949), portugiesische Bildhauerin und Malerin
- Hélder Proença (1956–2009), Dichter und Politiker, 2006/07 Verteidigungsminister